# Musée municipal d'art de Kyoto
Le musée municipal d'art de Kyoto (京都市美術館, Kyōto-shi bijutsukan) est situé dans le parc Okazaki à Sakyō-ku Kyoto. Il a ouvert ses portes en 1933. Conçu en 1928 pour la commémoration de la cérémonie de couronnement de l'empereur Hirohito, il s'appelait à l'origine Musée d'art du couronnement impérial Shōwa de Kyoto.

## Rénovation
Au cours de la rénovation du musée en 2020, le fabricant multinational japonais de céramique et d'électronique Kyocera a obtenu les droits de dénomination, et le musée a été rebaptisé Kyoto City KYOCERA Museum of Art.
La rénovation du bâtiment, programmée sur trois ans, a remporté un certain nombre de prix d'architecture et de design. Il a également servi de décor à un film populaire.
- Conception : Maeda Kenjiro
- Surface totale : 9 349 m2
- Adresse : 〒606-8344　京都府京都市左京区岡崎円勝寺町124

## Principales œuvres exposées
Le musée dispose d'une collection permanente de plus de deux mille œuvres d’art, dont de nombreuses pièces de peintres japonais du début du XXe siècle. L'établissement renferme aussi des sculptures, des peintures sur bois, des estampes et des tableaux d’artistes plus récents
Takeuchi Seihō: Fuyō (1882), nendjūgyōji (1886), chitō nami sei (1887), unryū (1887), yūri (1887), Uno rōjin-zō (1895), Keizan Akidzuki (1899), sange (1910), sange (1910), kuma (1910), ame (1911), e ni naru saisho (1913), kingyo no ku (1913), shio isago eijitsu (1922), suikyō (1924), umaninoru kitsune (1924),u na hen (1926), raikō (1930), matsu (1932), Mizumura (1934),-fū Takeno (1934), fūchiku (1934), shūu ikka (1935), seikan (1935), yūfū (1940), shikishi jū ni-kagetsu (1926 – 41), hachikudokusui, tōgan ni nezumi

## Accès
- Ligne Tozai du métro municipal de Kyoto
  - Gare de Higashiyama
- Bus urbain de Kyoto
  - Okazaki Koen / Bijutsukan, arrêt Heian Jingu-mae (Lignes 5, 46, 100, 110 et ligne Kyoto Okazaki)
  - Okazaki Koen / Théâtre ROHM Kyoto, arrêt Miyakomesse-mae (Ligne 32)